# Płetwonurek Młodzieżowy Srebrny KDP/CMAS (PMS)
Płetwonurek Młodzieżowy Srebrny KDP/CMAS (PMS) – drugi stopień młodzieżowy organizacji KDP/CMAS. Uczestnik kursu zdobywa wiedzę teoretyczną i umiejętności praktyczne umożliwiające bezpieczne użytkowanie sprzętu nurkowego podczas nurkowania na głębokości do 6 m z instruktorem lub rodzicem (opiekunem prawnym) mającym odpowiednie kwalifikacje nurkowe.

## Warunki udziału w kursie
- posiadanie stopnia płetwonurka młodzieżowego brązowego PMB
- ukończone 10 lat
- umiejętność pływania w stopniu wystarczającym (ocena instruktora)
- zgoda rodziców lub opiekunów prawnych
- orzeczenie lekarza o niestwierdzeniu przeciwwskazań zdrowotnych do uprawiania płetwonurkowania (wydane nie wcześniej niż 1 rok przed datą rozpoczęcia kursu)

## Przebieg szkolenia
Lekcje i zajęcia praktyczne – minimum 5 godz. W trakcie zajęć praktycznych uczestnik szkolenia wykonuje z instruktorem:
- 3 nurkowania na głębokości 3–6 m w wodach otwartych
- maksymalny czas realizacji programu nie może być dłuższy niż 2 miesiące

## Kadra kursu
- Instruktor Płetwonurka Młodzieżowego KDP/CMAS (MPM)
- maksymalna liczba kursantów na 1 instruktora dla zajęć pod wodą: 2

## Uprawnienia
- nurkowanie do głębokości 6 m w basenie lub w wodach o podobnych warunkach z instruktorem bądź z rodzicem (opiekunem prawnym) o kwalifikacjach nurkowych minimum KDP/CMAS ** (P2) lub odpowiednich kwalifikacjach innych organizacji
- nurkowanie do głębokości 2 m wyłącznie na basenie z rodzicem (opiekunem prawnym) o kwalifikacjach nurkowych minimum KDP/CMAS * (P1) lub odpowiednich kwalifikacjach innych organizacji

Po kursie uczestnik otrzymuje wpis do Książki Płetwonurka Młodzieżowego KDP/CMAS, międzynarodowy certyfikat KDP/CMAS (PMS) oraz mały pakiet płetwonurka młodzieżowego.